# 朱充熼
灵丘悼懿王朱充熼（1513年—1551年），明朝灵丘端懿王朱聪滆孙，灵丘长子朱俊格的嫡长子，追封灵丘王。
嘉靖元年（1522年）封灵丘长孙。嘉靖二十四年（1545年），朱俊格去世。嘉靖二十五年（1546年）三月，朱聪滆因年老无子、不能行走，请求由长孙朱充熼代理府事、代为行礼，获准。嘉靖三十年（1551年），朱充熼去世。
朱充熼子朱廷址也在朱聪滆生前去世；嘉靖四十年（1561年）十月，由朱廷址子朱鼐鐮袭封为灵丘王，因其请求，嘉靖四十二年（1563年）四月，朱充熼被追封为灵丘悼懿王。

## 评价
- 《弇山堂别集》卷075：未中早夭，温柔賢善。